# Nokia 7110

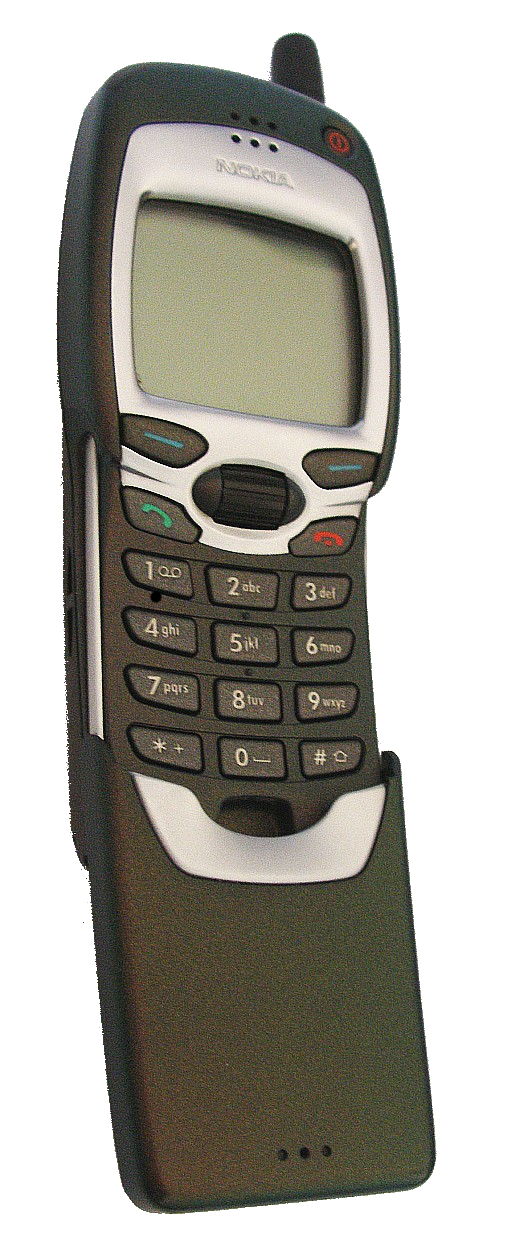
Nokia 7110 mit geöffneter Klappe

Das Nokia 7110 ist ein Handy der Firma Nokia aus dem Jahre 1999. Bedingt durch Fehler im Betriebssystem verzögerte sich die Markteinführung mehrfach. Ab Oktober 1999 war es deshalb nur vereinzelt in den Läden zu finden, erst rund ein Jahr nach der ersten Ankündigung des Modells wurde es in größeren Stückzahlen ausgeliefert.
Das 7110 war das erste WAP-fähige Handy weltweit. Es zeichnete sich durch sein großes monochromes LCD und durch seine Schutzklappe, die zum Schutz der Tastatur gedacht war, aus. Die Ausstattung des Geräts war im Vergleich zu anderen Modellen sehr umfangreich. 
Da das Telefon zeitgleich mit dem Kinofilm Matrix erschien und einen dort gezeigten Sprungmechanismus hat, wird es häufig als „das Matrix-Handy“ bezeichnet. Dort wurde jedoch ein modifiziertes Nokia 8110 gezeigt.

## Technische Daten
| Kenngröße         | Daten |
| ----------------- | --- |
| Funknetz          | GSM Dualband 1800 MHz und PGSM 900 MHz                                                                                 |
| Maße              | 125 mm × 53 mm × 24 mm                                                                                                 |
| Gewicht           | 141 g |
| Display-Auflösung | 96 × 65 Pixel |
| Display-Farbtiefe | grün-schwarz |
| Akkulaufzeit      | Standby 55–260 h Sprechen max. 4 h 30 min                                                                              |
| Speicher          | Telefon: bis zu 1000 Namen bis zu 3 Rufnummern und 1 Textfeld pro Eintrag                                              |
| Schnittstellen    | Nokia-Datenkabel (DLR-3 oder DLR-3P), IrDA                                                                             |
| Besonderheiten    | Schiebeklappe über der Tastatur mit Knopf zum Öffnen auf der Rückseite, NaviRoll-Taste, 4 Spiele, Chamäleon-Lackierung |